# Siège de Kolín (1402-1403)
Guerres des Margraves Moraves
Le siège de Kolín de 1402-1403 est une opération militaire menée entre décembre 1402 et janvier 1403 par les forces de Sigismond de Luxembourg, roi de Hongrie, contre la ville de Kolín, bastion fidèle à Venceslas IV de Bohême dans le Royaume de Bohême. Malgré les assauts et les pillages dévastateurs dans ses environs, Kolín résista sans capituler, marquant un épisode des Guerres des Margraves Moraves durant la guerre civile de Bohême opposant les deux frères royaux.

## Contexte
En mars 1402, Sigismond emprisonna son frère Venceslas IV, roi de Bohême, déclenchant une révolte parmi les nobles tchèques fidèles à ce dernier, notamment sous l’égide du margrave Jobst de Moravie. Après l'emprisonnement de Venceslas en août, Sigismond lança une campagne militaire en décembre pour soumettre les régions loyales à son frère, visant en priorité la riche ville minière de Kutná Hora. 
Kolín, située à proximité, devint un point stratégique en raison de sa fidélité à Venceslas et de sa position sur la route vers Kutná Hora. Sigismond établit son camp dans les environs de Kolín, utilisant la ville comme base pour coordonner ses attaques, tout en envoyant des lettres d'appelles de mobilisations.

## Déroulement
En décembre 1402, l’armée de Sigismond de 20 000 hommes, comprenant des Hongrois, des Coumans, lança des sièges contre les villes rebelles dont le Siège de Kutná Hora (1402-1403), Siège de Poděbrady (1402-1403) et le siège de Kolín et ses environs,. La garnison de Kolín, fidèle à Venceslas, organisa une défense robuste, empêchant la ville de tomber entre les mains de Sigismond. Bien que les combats précis autour des remparts ne soient pas détaillés dans les récits, la ville tint bon face aux attaques répétées et les incendis et combats dans la région.
Les troupes de Sigismond menèrent des combats et ravagèrent les faubourgs et les villages voisins, détruisant des localités comme durant le Pillage de Čakovice (1402) et causant des dommages considérables dans la région, dont Starý Kolín, Polepy, Pašinka et Štítary et beaucoup d'autres,.
Malgré ces opérations périphériques, Kolín ne céda pas et maintint sa résistance jusqu’en janvier 1403, lorsque Sigismond réorienta ses efforts vers Kutná Hora, qu’il finit par conquérir et forcer la ville à se rendre dans son camp militaire près de Kolín.

## Conséquences
La résistance décisif de Kolín empêcha Sigismond de s’emparer de la ville, préservant un bastion loyal à Venceslas IV dans la région. Cependant, les environs subirent des destructions massives, plusieurs villages étant rayés de la carte ou occupés et les faubourgs de Kolín lourdement endommagés,. 
Les pillages des Coumans et des Hongrois laissèrent des traces durables, aggravant les tensions contre Sigismond. Après l’échec à Kolín, Sigismond concentra ses forces sur Kutná Hora, où il parvint à s’emparer des trésors royaux de Venceslas, mais la résilience de Kolín renforça la détermination des loyalistes dans la guerre civile.
Néanmoins les actes de pillages continuèrent jusqu'à février dans la région.